# Abraxas antemarginata
Abraxas antemarginata är en fjärilsart som beskrevs av Rayner 1923. Abraxas antemarginata ingår i släktet Abraxas och familjen mätare. Inga underarter finns listade i Catalogue of Life.